# Habichsthal
Habichsthal ist ein Gemeindeteil des Marktes Frammersbach im unterfränkischen Landkreis Main-Spessart in Bayern.

## Geographie
Das Kirchdorf liegt an der Kreisstraße MSP 21 zwischen Wiesthal und Frammersbach in einem Seitental des Aubachtals auf 314 m ü. NHN und hat etwa 380 Einwohner. Der topographisch höchste Punkt der Dorfgemarkung befindet sich südwestlich des Ortes am Sandkopf mit 458 m ü. NHN, der niedrigste liegt am Aubach auf 266 m ü. NHN. In Habichsthal entspringt der Mühlgraben.

### Nachbargemarkungen
Folgende Gemarkungen grenzen an das Ortsgebiet von Habichsthal:
|                       | Wiesen und Wiesener Forst (Gemeindefreies Gebiet) |                                                               |
| Heinrichsthaler Forst | Kompassrose, die auf Nachbargemeinden zeigt       | Frammersbach und Frammersbacher Forst (Gemeindefreies Gebiet) |
|                       | Wiesthal                                          |                                                               |

## Geschichte und Wirtschaft
Habichsthal ist aus einer spätmittelalterlichen Glashüttengründung entstanden. Erstmals schriftlich erwähnt wurde der Ort in der Gründungsurkunde der Pfarrei Wiesthal von 1477 neben den Dörfern Breydenstein (Neuhütten), Heygerbruch (Heigenbrücken) und eben Wiesthal.
Da einer Pfarreigründung eine längere Entwicklung vorausgeht, ist es sehr wahrscheinlich, dass es sich bei den vier oben genannten Orten um die vier Kurmainzischen Spessartglashütten handelte, die bereits 1339 im Spessarter Försterweistum genannt wurden und von denen schon im Jahr 1432 Naturalien als Hüttenzins verlangt wurde, was auf Ackerbau und somit Siedlungstätigkeit hinweist.
Die letzte private Glashütte auf Habichsthaler Gemarkung wurde um das Jahr 1720 auf Anordnung der Mainzer Kurfürsten aufgegeben.
Bis zu dieser Zeit war das Glasmacherhandwerk die Haupteinnahmequelle der Habichsthaler. Nach der Schließung der privaten Hütten musste sich die nun wachsende Bevölkerung allein durch die Landwirtschaft ernähren. Der karge Boden brachte wenig Ertrag und so herrschte Armut in dem abgelegenen Spessartdorf.
Im Jahre 1801 fielen einem Großbrand 23 Wohnhäuser und 21 Scheunen zum Opfer, weit mehr als die Hälfte des Dorfes, was die Not noch verschlimmerte.
Besserung brachte erst  um die Wende vom 19. zum 20. Jahrhundert die Eröffnung der Bahnstation Wiesthal, wodurch das Pendeln nach Lohr, Aschaffenburg oder Frankfurt ermöglicht wurde.
In den 1970er und 1980er Jahren entwickelte sich Habichsthal zum Fremdenverkehrsort. Zuerst hauptsächlich Knappschaftsmitglieder aus dem Ruhrpott, später Menschen aus allen Teilen Deutschlands kamen und kommen zur Erholung in zahlreiche Gästehäuser und Privatpensionen mit weit mehr als 150 Betten, was den Ort bis heute prägt.
Im Jahr 1862 wurde das Bezirksamt Aschaffenburg gebildet, auf dessen Verwaltungsgebiet Habichsthal lag. Am 1. Januar 1880 kam Habichsthal jedoch anlässlich der Reform des Zuschnitts der bayerischen Bezirksämter zum Bezirksamt Lohr am Main. Wie überall im Deutschen Reich wurde 1939 die Bezeichnung Landkreis eingeführt. Habichsthal war nun eine der 26 Gemeinden im Landkreis Lohr am Main (Kfz-Kennzeichen LOH). Mit Auflösung des Landkreises Lohr kam Habichsthal 1972 in den neu gebildeten Landkreis Main-Spessart (Kfz-Kennzeichen KAR, ab 1979 MSP).
Am 1. Januar 1975 wurde Habichsthal in den Markt Frammersbach eingegliedert.

## Sehenswürdigkeiten

### Naturdenkmäler
Linde im Ort mit einem Brusthöhenumfang von 7,10 m (2016).